# Julian Schnabel

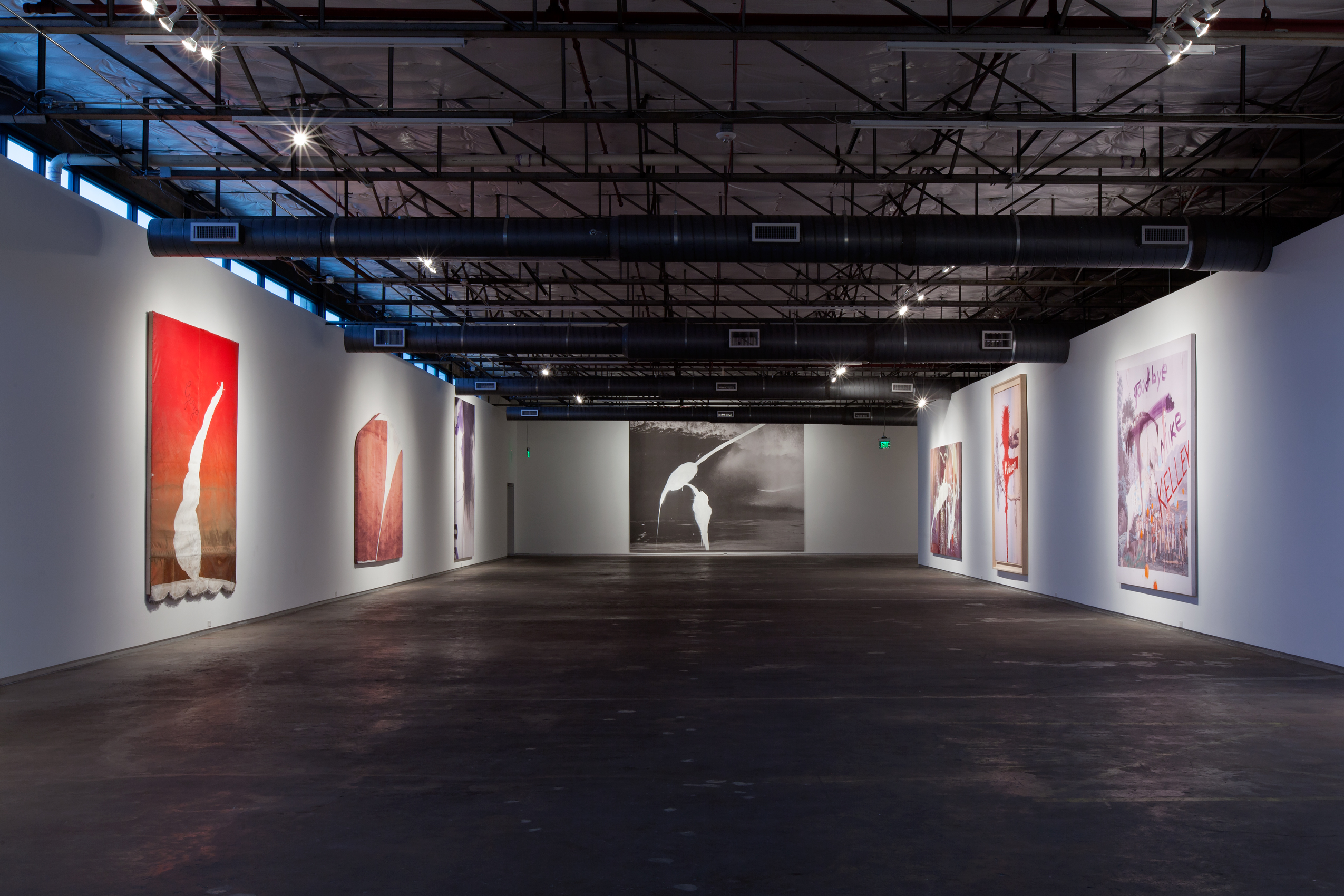
Wystawa artysty w Dallas (2014)

Julian Schnabel (ur. 26 października 1951 w Nowym Jorku) – amerykański reżyser, scenarzysta, artysta malarz i rzeźbiarz.

## Filmografia

### reżyser
- 1996: Basquiat – Taniec ze śmiercią (Basquiat)
- 2000: Zanim zapadnie noc (Before Night Falls)
- 2007: Motyl i skafander (Le Scaphandre et le papillon, Le)
- 2008: Lou Reed's Berlin (Berlin: Live at St. Ann's Warehouse)
- 2010: Miral
- 2018: Van Gogh. U bram wieczności (At Eternity's Gate)

### scenarzysta
- 1996: Basquiat – Taniec ze śmiercią (Basquiat)
- 2000: Zanim zapadnie noc (Before Night Falls)
- 2018: Van Gogh. U bram wieczności (At Eternity's Gate)